# Los Conquistadores (Entre Ríos)
Los Conquistadores é um município da província de Entre Ríos, na Argentina.